# Christer Kihlman
Christer Kihlman (ur. 14 czerwca 1930 w Helsinkach zm. 8 marca 2021 tamże) – fińsko-szwedzki pisarz.
Podczas nauki w liceum zaczął pisać wiersze i opowiadania. W 1948 podjął studia na Uniwersytecie Helsińskim, 1951-1954 wraz z Jörnem Donnerem redagował studencki magazyn kulturalny "Arena". W swojej twórczości opisywał społeczność małych miasteczek, krytykując ograniczoność prowincjonalnej fińskiej inteligencji mówiącej po szwedzku oraz dokonując analizy rozpadu życia rodzinnego pod wpływem splotu różnorodnych problemów – prywatnych, zewnętrznej sytuacji politycznej i wynaturzeń ludzkiej psychiki. Pod wpływem Dostojewskiego powstały powieści: Se upp, salige (wolnego, szczęśliwcze, 1960), Den blå modern (Niebieska matka, 1963) i Dyre prins (Kosztowny książę, 1975).